# Filetas de Cos

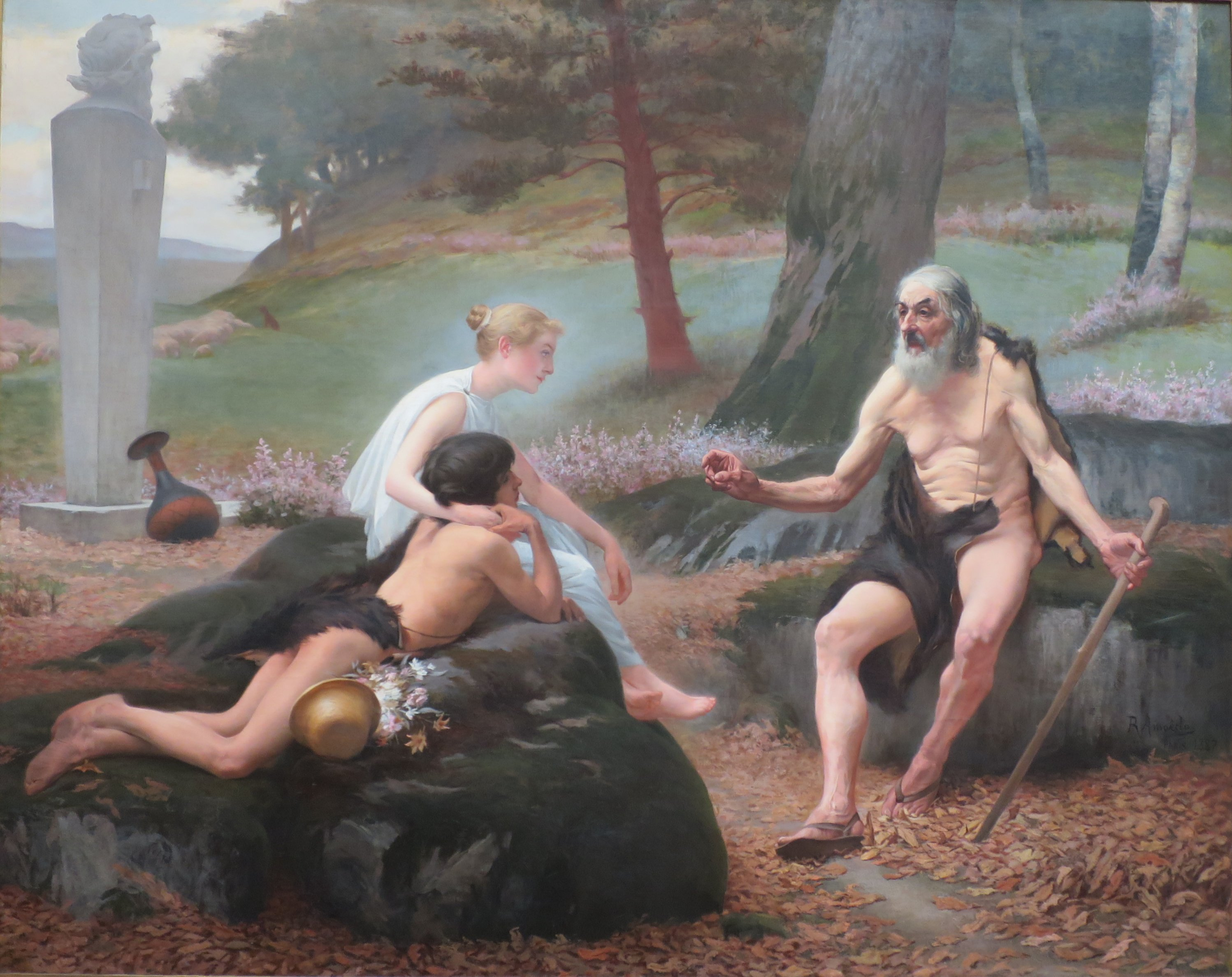
A narração de Filectas de Rodolfo Amoedo, 1882

Filetas de Cos (Φιλήτας, Philētas) ou Filitas de Cos (em grego:  Φιλίτας, Philītas; c. 340), foi um acadêmico e poeta durante o início do período helenista na Grécia Antiga. Associado a Alexandria, ele floresceu na segunda metade do século IV a.C. e foi nomeado tutor de um herdeiro do trono do Egito ptolomaico. Magro e frágil, Ateneu depois o caricaturou como um acadêmico tão consumido por seus estudos que definhou.

## Vida
Pouco se sabe da vida Philitas '. As fontes antigas se referem a ele como um habitante nativo ou de longa data de  Cos, uma das ilhas Dodecaneso no Mar Egeu ao largo da costa da Ásia. Seu aluno Teócrito escreveu que o pai Filetas se chamava Telefos (Τήλεφος, Tḗlephos) e sua mãe, assumindo o manuscrito esteja correto, se chamava, Euctione (Εὐκτιόνη, Euktiónē). De um comentário sobre Filetas na Suda, estima-se que tenha nascido em 340 a.C. e que poderia ter estabelecido uma reputação em Cos por volta de 309/308 a.C. 
Segundo Ateneu, o epitáfio de sua tumba dizia:

Oh! Estrangeiro: eu sou Filetas de Cos

Foi o Mentiroso

E as péssimas noites causadas por ele

Que me fizeram morrer.